# Menggatal

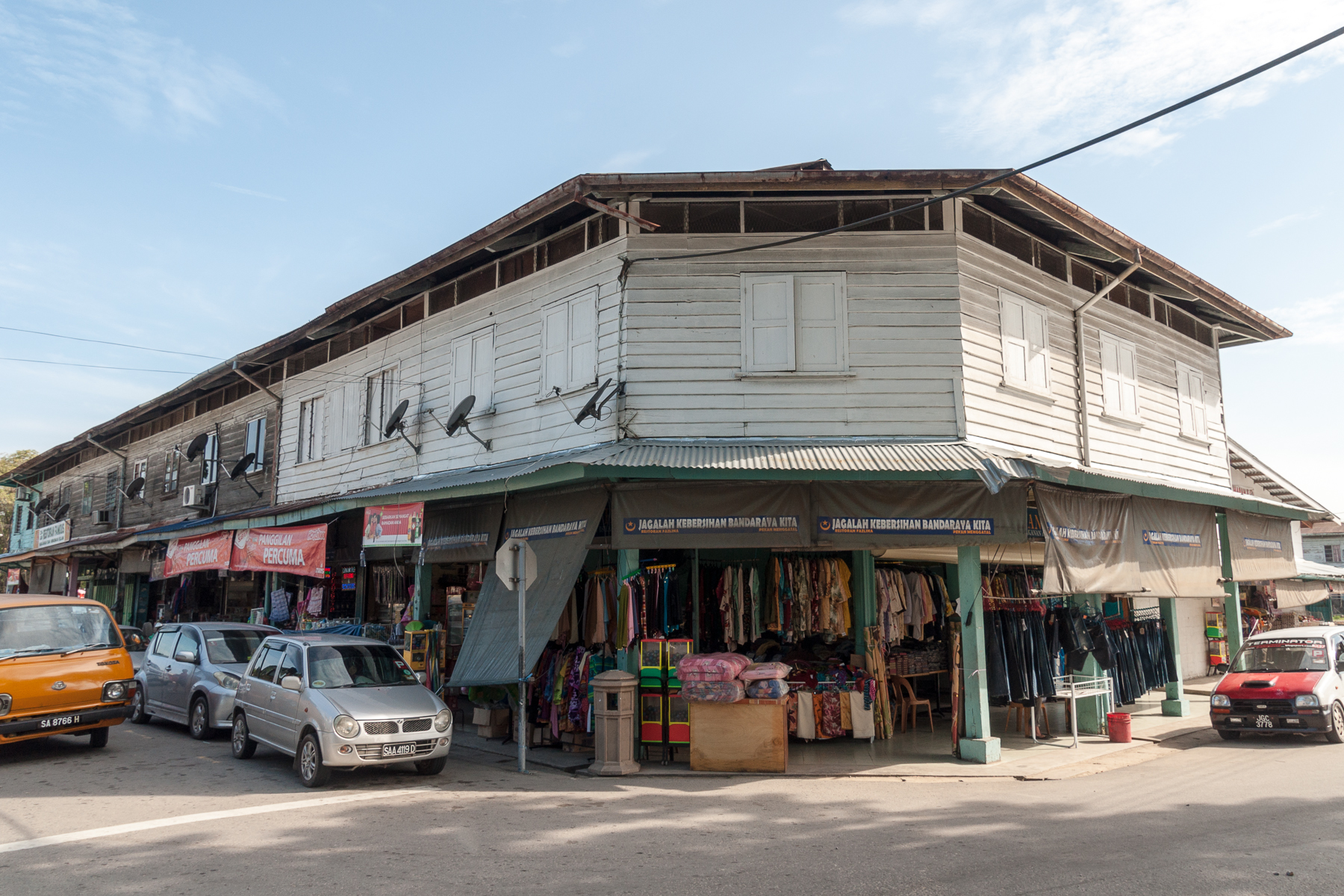
Eines der verbliebenen drei Ladenhäuser aus der Vorkriegszeit

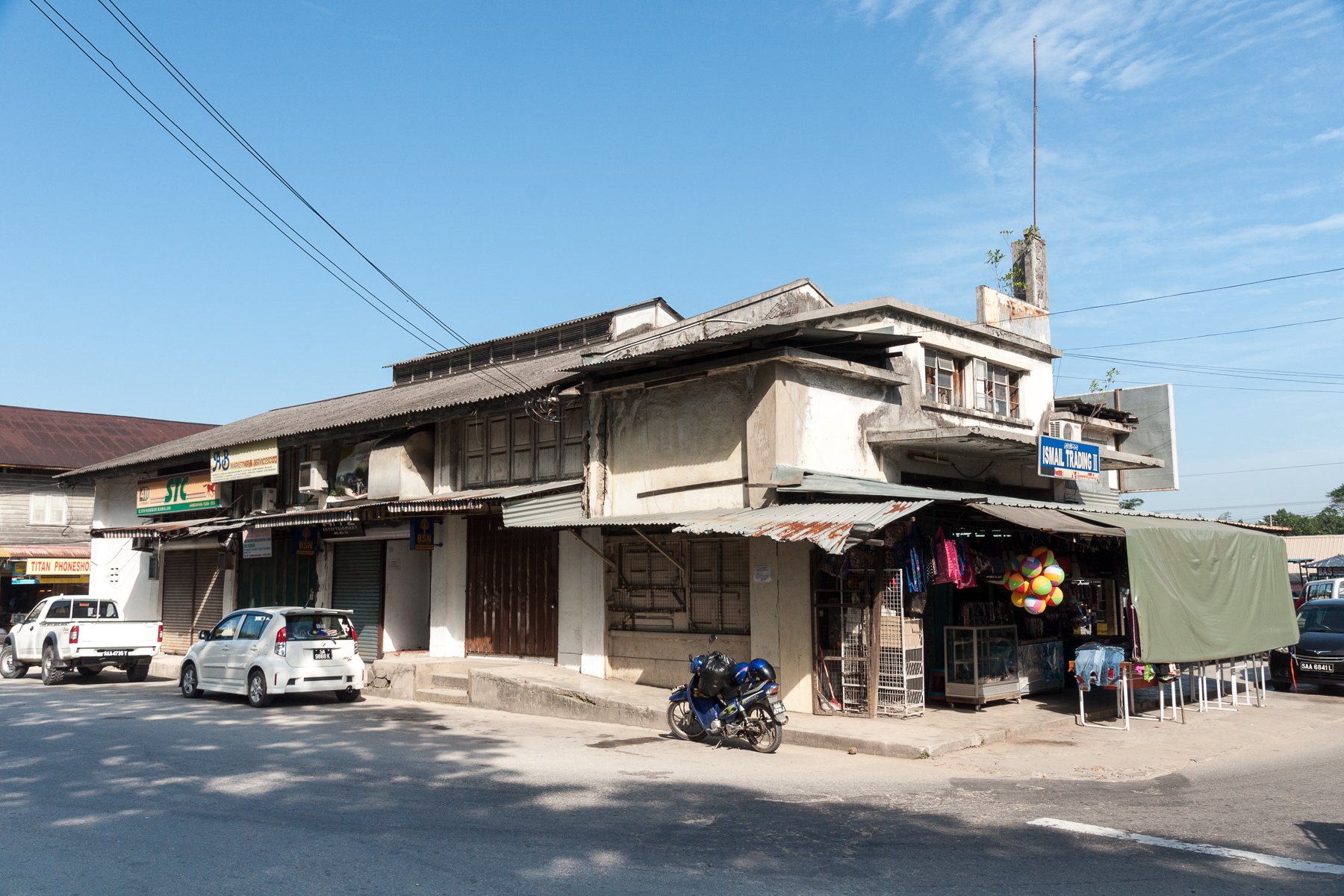
Das ehemalige Kino

Menggatal ist eine Stadt an der Westküste des Bundesstaates Sabah in Malaysia. Menggatal gehört zu den Außenbezirken der Hauptstadt Kota Kinabalu und ist als Unterdistrikt der Verwaltung des Dewan Bandaraya Kota Kinabalu (Stadtrat Kota Kinabalu) zugeordnet.

## Demographie
Der Vorort war ursprünglich dünn mit eingeborenen Dusun besiedelt. Neuerdings verzeichnet die Stadt einen drastischen Anstieg der Bevölkerung durch Immigranten aus den Philippinen und aus Indonesien. Zwar besitzt ein erheblicher Teil von ihnen mittlerweile die malaysische Staatsbürgerschaft, dennoch ist der Anteil an illegalen Zuwanderern hoch. Viele von ihnen leben in den Elendsvierteln, die es nicht nur in Menggatal, sondern auch in vielen anderen Teilen Sabahs gibt. Laut der Bevölkerungsstatistik von 2010 hat Menggatal 3868 Einwohner. Dabei dominieren die Chinesen mit 43 % Bevölkerungsanteil. Der Anteil der Dusun ist auf 17 % zurückgegangen, während die Bajau einen Anteil von 15 % an der Bevölkerung Menggatals ausmachen.

## Geschichte
Ab 1913 siedelte die North Borneo Chartered Company hier auf Betreiben der Basler Missionsgesellschaft eine kleinere Gruppe lutheranische Hakka-Chinesen aus der Provinz Kanton an. Die insgesamt etwa 600 Menschen wurden auf Kudat, Menggatal, Telipok und Inanam verteilt und mit einem Darlehen sowie Werkzeugen versorgt. Diese Anfänge waren die Grundlage für die heute noch starke chinesische Gemeinschaft dieser vier Ortschaften.

## Über die Stadt
Es besteht weitgehend Einigkeit darüber, dass der Name Menggatal sich auf einen Juckreiz auslösenden Baum bezieht; der Name der Stadt bedeutet in der malaiischen Sprache „verursacht Jucken“.
Der Stadtrand von Menggatal grenzt an den zum Meer hin gelegenen Campus der höchsten Bildungseinrichtung von Sabah, der Universität Malaysia Sabah.
Menggatal besteht aus einigen Reihen von Ladengeschäften, die hauptsächlich in Betonbauweise errichtet sind. Lediglich drei Blöcke alter, in Holzbauweise errichteter Ladenhäuser datieren in die Zeit vor dem Zweiten Weltkrieg zurück. Die Besitzer der Ladenhäuser sind hauptsächlich chinesischer Abstammung. Das neben dem Busbahnhof gelegene frühere Paramount Cinema beherbergt ebenfalls mehrere Ladengeschäfte.
Die Stadt ist über die Jalan Tuaran (Tuaran Straße) mit dem Zentrum von Kota Kinabalu verbunden. Die nächste Vorort ist Inanam.

## Abkommen von Menggatal
Das „Abkommen von Menggatal“ (Menggatal Treaty) ist ein Abkommen, das die britische Regierung und die North Borneo Chartered Company einerseits und der Anführer der Mat-Salleh-Rebellion Paduka Mat Salleh andererseits am 23. April 1898 in Menggatal schlossen. Bedeutsam am Menggatal Treaty ist, dass es das einzige Abkommen ist, das die britische Regierung jemals mit dem gemeinen Volk Sabahs geschlossen hatte. Gleichzeitig wertete das Abkommen die Position Mat Sallehs innerhalb der Häuptlinge auf, da er auf diese Weise als bedeutender und einflussreicher Führer bestätigt wurde. Erst mit dem Abkommen machten die Briten aus dem vorher als „Kriminellen“ titulierten Mat Salleh einen ernst zu nehmenden Anführer und ebneten den Weg zur Anerkennung als Rebell gegen die Briten und später als Volksheld.